# Operator Stokesa
Operator Stokesa (operator pochodnej materialnej) – operator różniczkowy stosowany w mechanice do oznaczania różniczkowania wędrownego (inaczej pochodnej substancjalnej lub pochodnej materialnej). Określa tempo zmiany dowolnej własności związanej z elementarną objętością ciała, która może znajdować się w ruchu, w odróżnieniu od różniczkowania lokalnego – związanego z układem odniesienia, który zwykle uznaje się za nieruchomy.
Operator używany w mechanice płynów.
Operator Stokesa zwykle oznaczany jest przez:
{\displaystyle {\frac {D}{Dt}}} lub w sktócie {\displaystyle D_{t}.}
W analizie wędrownej równoważny jest symbolowi:
{\displaystyle {\frac {\partial }{\partial t}}}
różniczkowania cząstkowego względem czasu {\displaystyle t.}
Natomiast przy użyciu analizy lokalnej symbol równoważny jest operatorowi:
| Zapis klasyczny | {\displaystyle {\frac {D}{Dt}}={\frac {\partial }{\partial t}}+v_{x}{\frac {\partial }{\partial x}}+v_{y}{\frac {\partial }{\partial y}}+v_{z}{\frac {\partial }{\partial z}}} |
| Zapis indeksowy | {\displaystyle {\frac {D}{Dt}}={\frac {\partial }{\partial t}}+v_{i}\nabla ^{i}}                                                                                               |
| Zapis absolutny | {\displaystyle {\frac {D}{Dt}}={\frac {\partial }{\partial t}}+{\vec {v}}\cdot {\vec {\nabla }}}                                                                               |

gdzie: {\displaystyle v} – prędkość elementu ciała, z którym jest stale związana różniczkowana wielkość.
Pierwszy składnik po prawej stronie równania nosi nazwę pochodnej lokalnej, drugi (pozostałe w przypadku zapisu klasycznego) pochodnej konwekcyjnej (unoszenia). Pochodna lokalna określa szybkość zmiany wielkości w danym punkcie wynikającą ze zmiany pola w czasie. Pochodna unoszenia określa szybkość zmiany na skutek przemieszczania się płynu.
Zapisując jawnie różniczkowaną własność jako {\displaystyle \varphi ,} która w ogólności może być dowolnym polem tensorowym, można wyrazić operator Stokesa przez:
{\displaystyle {\frac {D}{Dt}}\phi =({\frac {\partial }{\partial t}}+{\vec {v}}\cdot {\vec {\nabla }})\phi ={\frac {\partial \phi }{\partial t}}+{\vec {v}}\cdot {\vec {\nabla }}\phi .}
Jeżeli funkcja różniczkowana jest prędkością, to pochodna jest przyspieszeniem płynu:
{\displaystyle \phi =v,}
{\displaystyle a={\frac {D}{Dt}}v=({\frac {\partial }{\partial t}}+{\vec {v}}\cdot {\vec {\nabla }})v={\frac {\partial v}{\partial t}}+{\vec {v}}\cdot {\vec {\nabla }}v.}

## Wyprowadzenie w analizie lokalnej
W układzie współrzędnych Eulera punkt o współrzędnej {\displaystyle {\vec {x}}} w chwili {\displaystyle t,} znajdzie się w chwili {\displaystyle t+\Delta t} w punkcie {\displaystyle {\vec {x}}+\Delta {\vec {x}}.} Z definicji pochodnej:
{\displaystyle {\frac {D}{Dt}}\phi =\lim _{\Delta t\to 0}{\frac {\phi (t+\Delta t,{\vec {x}}+\Delta {\vec {x}})-\phi (t,{\vec {x}})}{\Delta t}}.}
Oznaczając:
{\displaystyle {\vec {v}}'={\frac {\Delta {\vec {x}}}{\Delta t}},}
można zauważyć, że:
{\displaystyle \lim _{\Delta t\to 0}{\vec {v}}'={\vec {v}}.}
Rozwijając różniczkowaną funkcję wokół punktu {\displaystyle (t,x,y,z),} otrzymuje się:
{\displaystyle {\begin{aligned}\phi (t+\Delta t,{\vec {x}}+\Delta {\vec {x}})&=\phi (t,{\vec {x}})+{\frac {\partial \phi }{\partial {\vec {x}}}}\cdot \Delta {\vec {x}}+{\frac {\partial \phi }{\partial t}}\Delta t+{\mathcal {O}}(\Delta {\vec {x}}\,\Delta {\vec {x}})+{\mathcal {O}}(\Delta t^{2})\\&=\phi (t,{\vec {x}})+\left({\frac {\partial \phi }{\partial {\vec {x}}}}\cdot {\vec {v}}'+{\frac {\partial \phi }{\partial t}}\right)\Delta t+{\mathcal {O}}(\Delta t^{2}).\end{aligned}}}
Stąd:
{\displaystyle {\frac {D}{Dt}}\phi =\lim _{\Delta t\to 0}\left({\frac {\partial \phi }{\partial {\vec {x}}}}\cdot {\vec {v}}'+{\frac {\partial \phi }{\partial t}}\right)=\lim _{\Delta t\to 0}\left({\vec {v}}'\cdot {\vec {\nabla }}+{\frac {\partial }{\partial t}}\right)\phi =\left({\frac {\partial }{\partial t}}+{\vec {v}}\cdot {\vec {\nabla }}\right)\phi .}

## Wyprowadzenie alternatywne
Różniczka zupełna funkcji {\displaystyle \phi (t,x,y,z)} ma postać:
{\displaystyle d\phi ={\frac {\partial \phi }{\partial t}}dt+{\frac {\partial \phi }{\partial x}}dx+{\frac {\partial \phi }{\partial y}}dy+{\frac {\partial \phi }{\partial z}}dz,}
dzieląc przez {\displaystyle dt,} możemy zapisać:
{\displaystyle {\frac {d\phi }{dt}}={\frac {\partial \phi }{\partial t}}+{\frac {\partial \phi }{\partial x}}{\frac {dx}{dt}}+{\frac {\partial \phi }{\partial y}}{\frac {dy}{dt}}+{\frac {\partial \phi }{\partial z}}{\frac {dz}{dt}},}
uwzględniając, że prędkość {\displaystyle {\vec {v}}=[u,v,w]=\left[{\frac {dx}{dt}},{\frac {dy}{dt}},{\frac {dz}{dt}}\right]} otrzymujemy:
{\displaystyle {\frac {d\phi }{dt}}={\frac {\partial \phi }{\partial t}}+u{\frac {\partial \phi }{\partial x}}+v{\frac {\partial \phi }{\partial y}}+w{\frac {\partial \phi }{\partial z}}.}
Co można zapisać, używając operatorów:
{\displaystyle {\frac {d\phi }{dt}}={\frac {\partial \phi }{\partial t}}+{\vec {v}}\cdot \nabla \phi .}
W literaturze oznaczenia {\displaystyle {\frac {d}{dt}}} oraz {\displaystyle {\frac {D}{Dt}}} używane są zamiennie.